# Ataköy Athletics Arena

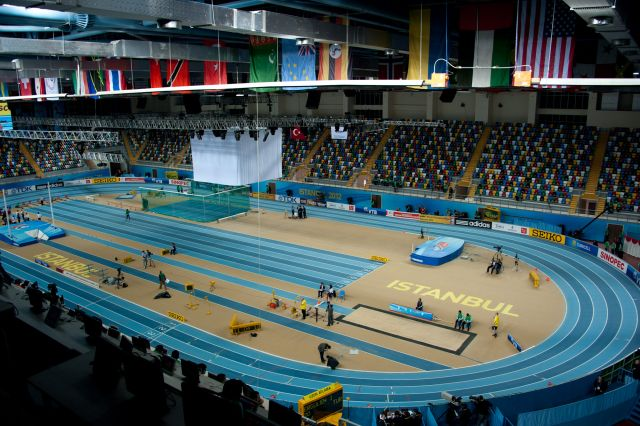

Ataköy Athletics Arena — крытая спортивная арена для соревнований по лёгкой атлетике.
Арена расположена в районе Бакыркёй, Стамбул. Была построена в 2011 году, а открыта 27 января 2012 года. Общая вместимость составляет 7450 человек. Внутри здания располагается овальный 200-метровый спортивный трек с шестью беговыми дорожками.
В 2012 году здесь проходил чемпионат мира по лёгкой атлетике.